# Лонжерон

Структура крыла самолёта

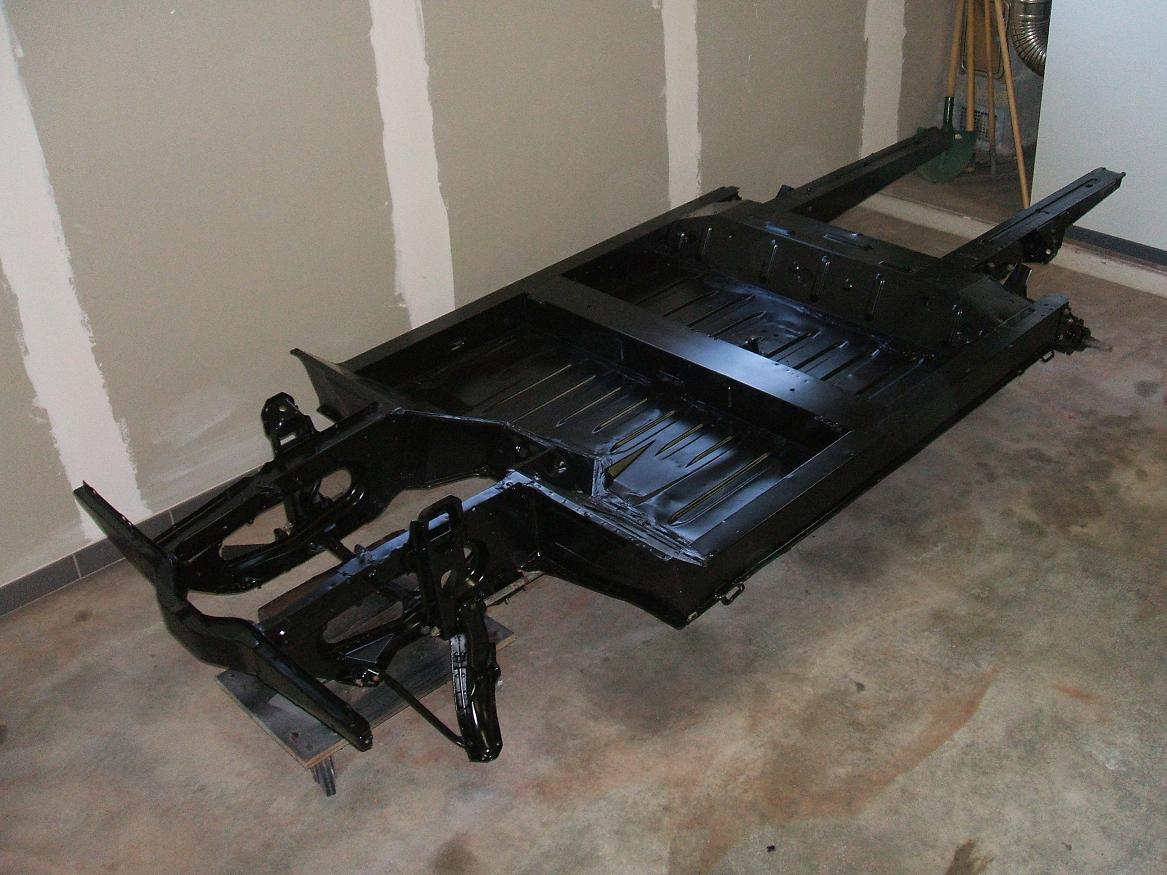
Рама автомобиля Renault 4, изготовленная на базе лонжеронов коробчатого сечения

Лонжеро́н (фр. longeron, от longer — идти вдоль) — основной силовой элемент конструкции многих инженерных сооружений (самолётов, автомобилей, вагонов, мостов, кораблей и другого), располагающийся по длине конструкции.

## Лонжеронные рамы автомобилей
У автомобилей, вагонов и локомотивов два лонжерона, соединённые поперечными элементами, представляют собой металлический короб сложной формы, образующий раму (шасси), служащую опорой для безрамного кузова, а также для крепления рессор, колёс и других деталей. Иными словами, лонжерон — труба из металла, которая имеет прямоугольное сечение, чаще всего это парная деталь — для задней и передней части.
Классический вариант такой рамы напоминает по виду и конструкции лестницу, поэтому в обиходе её иногда могут называть лестничной (ladder frame). Лонжеронные рамы состоят из двух продольных лонжеронов и нескольких поперечин, также называемых «траверсами», а также креплений и кронштейнов для установки кузова и агрегатов. Форма и конструкция лонжеронов и поперечин могут быть различными; так, различают трубчатые, К-образные и Х-образные поперечины. Лонжероны, как правило, имеют сечение швеллера, причём обычно переменное по длине — в наиболее нагруженных участках высота сечения зачастую увеличена. Иногда они хотя бы на части своей длины имеют замкнутое сечение (короб). На спортивных автомобилях могли применяться трубчатые лонжероны и поперечины круглого сечения, имеющие лучшее соотношение массы и жёсткости. По расположению лонжероны могут быть параллельны друг другу либо располагаться друг относительно друга под некоторым углом. Детали рамы соединяются заклёпками, болтами или сваркой. Грузовые автомобили обычно имеют клёпаные рамы, легковые и сверхтяжёлые самосвалы — сварные. Болтовые соединения находят применение обычно при малосерийном производстве. Современные тяжёлые грузовики и прицепы также иногда имеют рамы, собранные на болтах, что значительно облегчает их обслуживание и ремонт, при этом приходится применять специальные меры, направленные на предотвращение самооткручивания болтов.

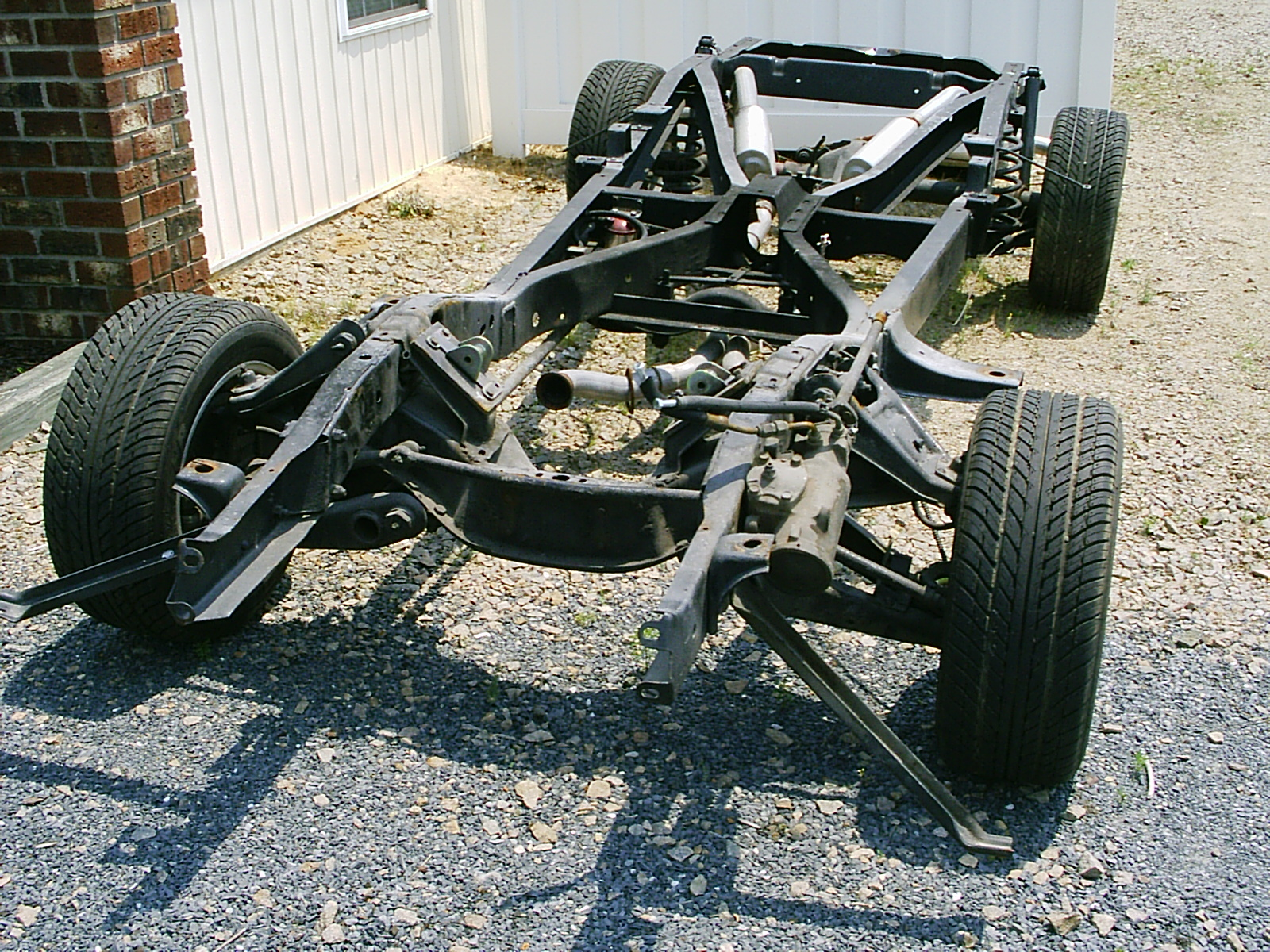
Лонжеронная рама с Х-образной поперечиной.

Лонжеронная рама традиционного типа обеспечивает автомобилю достаточно высокую жёсткость, особенно в случае наличия развитых поперечин (К-образных, Х-образных), и с технической точки зрения не устарела до сих пор, однако имеет существенный недостаток — её лонжероны проходят под полом кузова, так что его приходится располагать достаточно высоко. До тех пор, пока массовые легковые автомобили оставались сравнительно высокими, это не представляло затруднения, однако во второй половине 1950-х годов распространилась мода на приземистые кузова, что в случае использования рамы традиционного типа вынуждало делать сиденья очень низкими, чтобы при высоком расположении пола обеспечить достаточное расстояние между подушками сидений и крышей, а это снижало комфортабельность. Выходом стал переход либо на несущий кузов, либо на раму вильчато-хребтового или периферийного типа, у которых лонжероны так или иначе обходят пассажирский салон (либо вынесены по бокам от него, либо расположены в центральном тоннеле кузова), позволяя опустить пол и совместить небольшую общую высоту автомобиля с достаточным простором в салоне. На автомобилях же, к которым не предъявляется подобных требований, например — имеющих высокие кузова внедорожниках, лонжеронная рама и сегодня применяется в своём исходном виде. Один из последних примеров применения лонжеронной рамы на обычном легковом автомобиле — восточногерманский Wartburg, выпускавшийся до конца 1980-х годов.
Лонжеронные рамы применяются практически на всех грузовиках, в прошлом широко применялись и на легковых автомобилях — в Европе до конца сороковых, а в Америке — до конца восьмидесятых — середины девяностых годов. На внедорожниках лонжеронные рамы широко применяются по сей день. Ввиду такого широкого распространения обычно в популярной литературе под словом «рама» понимают именно лонжеронную раму.
К лонжеронным ряд источников относит также периферийные (часто выделяемые в отдельный тип) и Х-образные рамы (последние другими источниками классифицируются как разновидность хребтовых).

## У самолётов

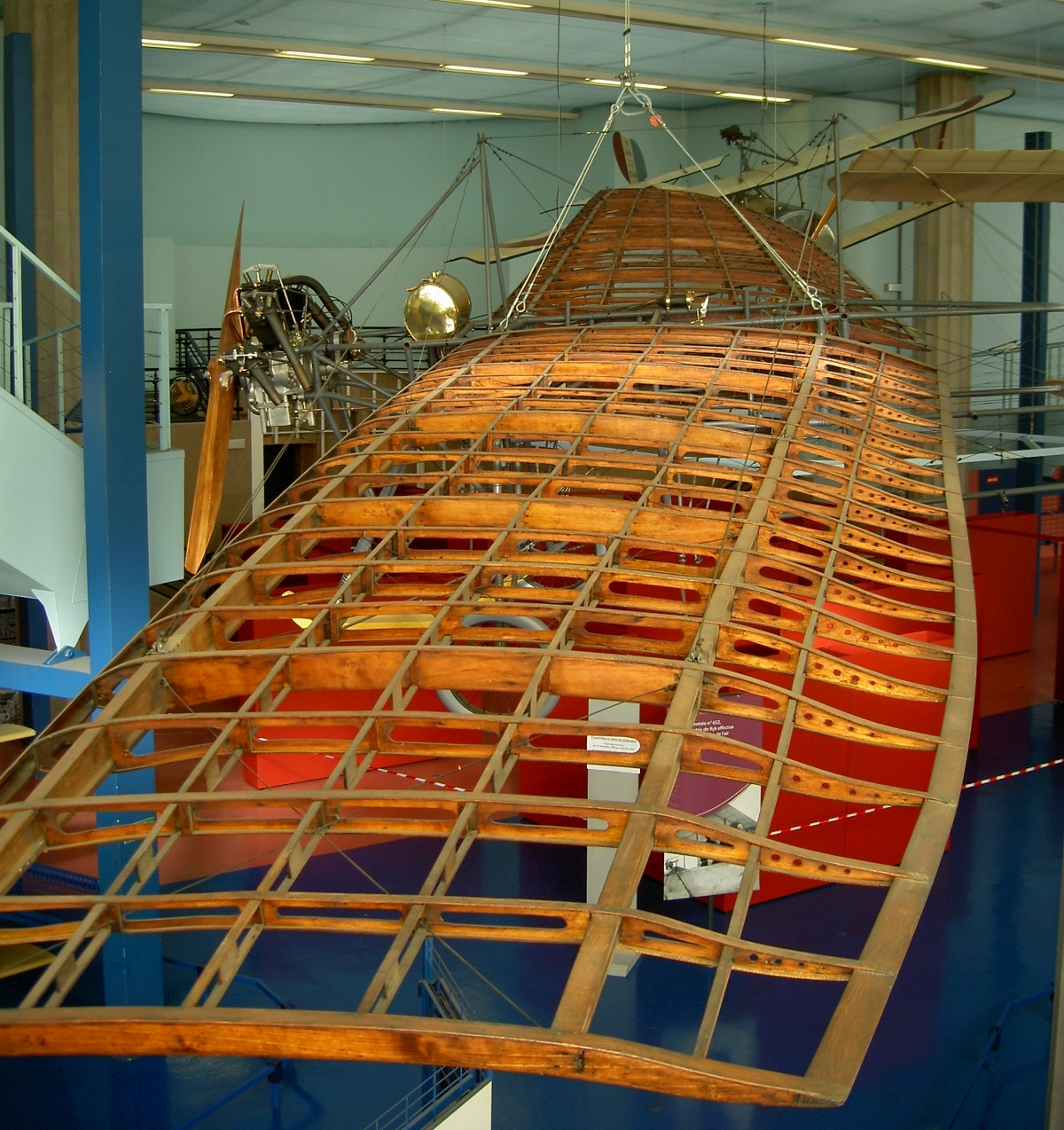
Двухлонжеронное крыло

У самолётов лонжероны совместно со стрингерами образуют продольный набор крыла, фюзеляжа, оперения, рулей и элеронов. Продольные элементы каркаса проходят, как правило, по всей длине фюзеляжа. Совместно с обшивкой они воспринимают нормальные усилия при изгибе фюзеляжа. Простые стрингеры и лонжероны обычно изготавливаются из прессованных или гнутых профилей сечения. Лонжероны отличаются от стрингеров большей жесткостью. При больших нагрузках могут использоваться составные лонжероны, состоящие из нескольких соединенных между собой профилей. Для окантовки больших вырезов в фюзеляже часто используются лонжероны коробчатого сечения — бимсы, которые состоят из прессованных профилей, связанных между собой стенками и обшивкой.

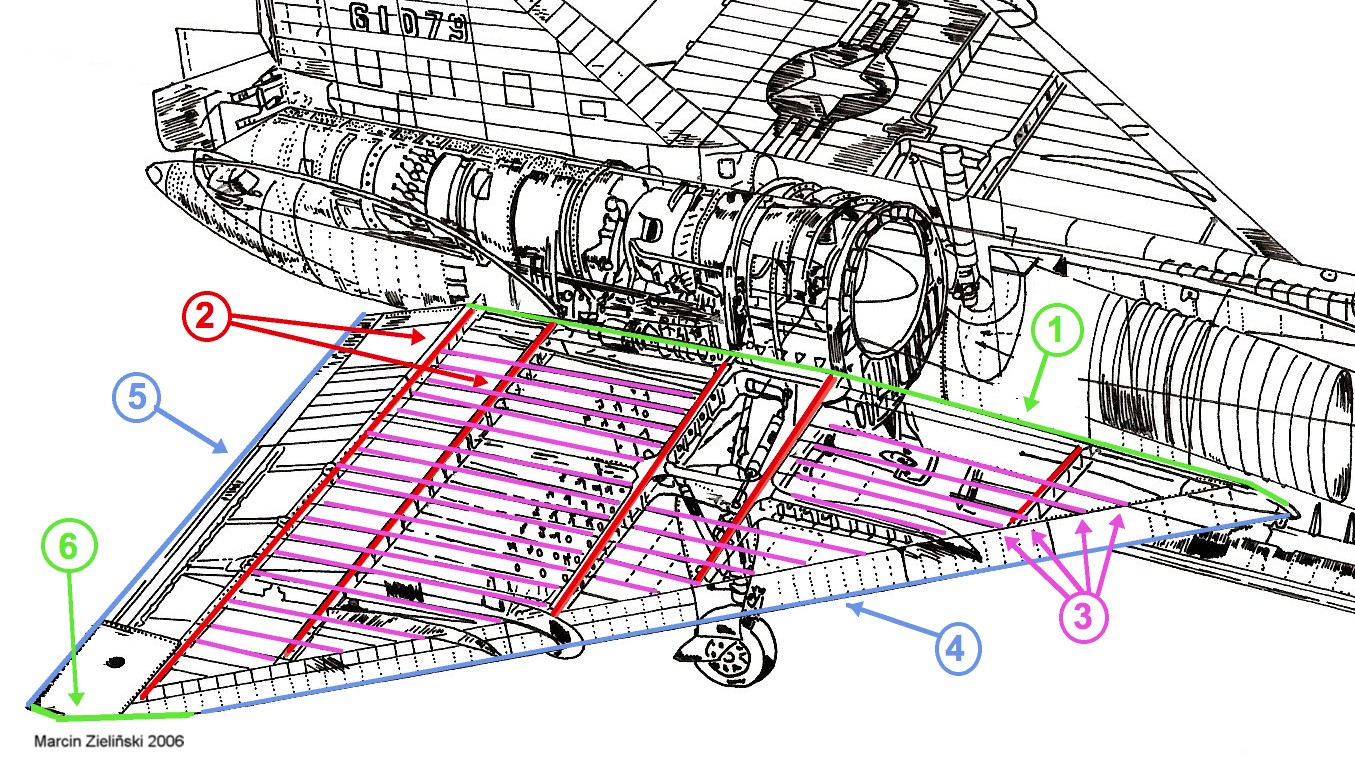
Лонжероны выделены красным цветом

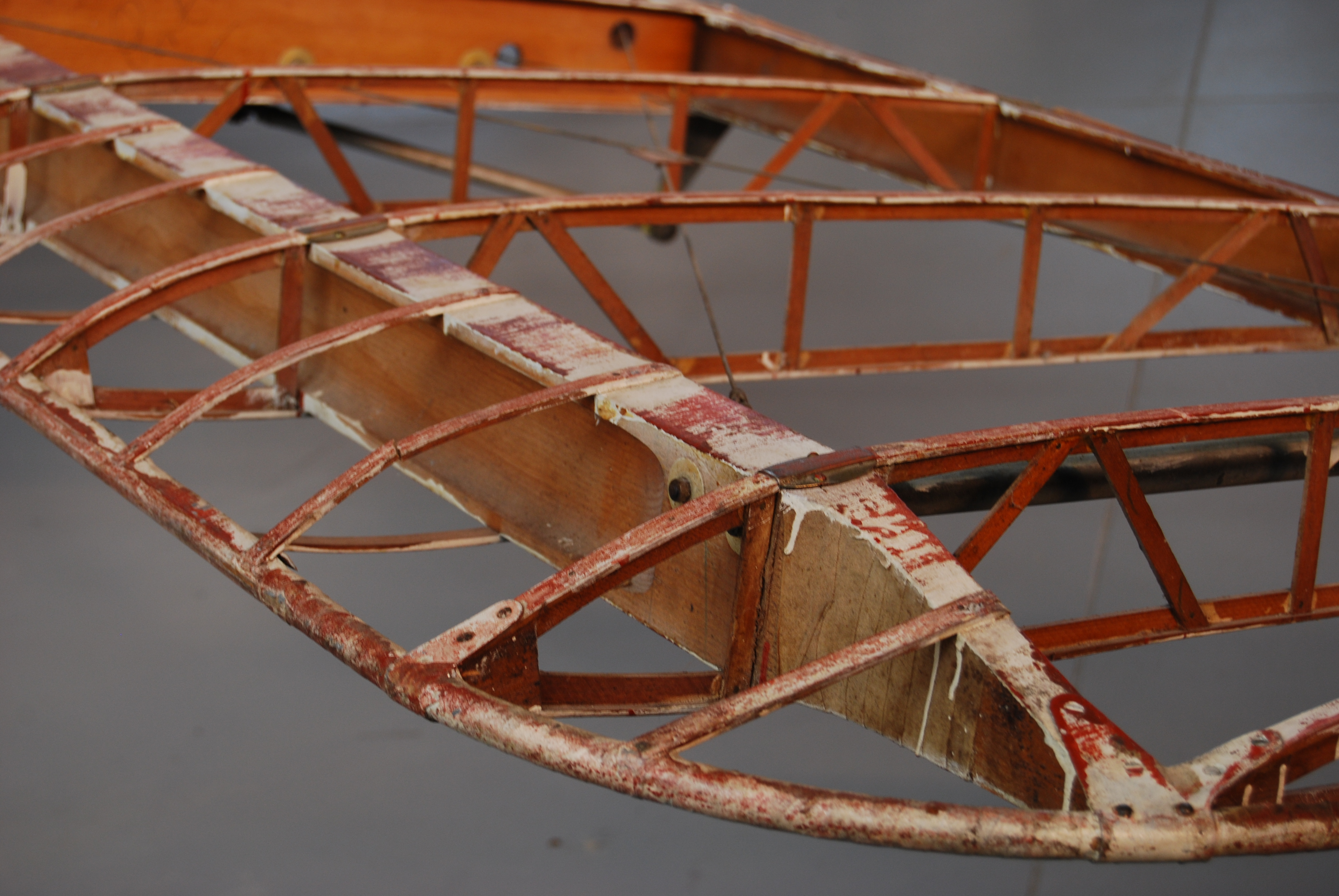
Нервюры закрепляются на продольном силовом наборе (лонжероны, кромки, стрингеры), являются основой для закрепления обшивки.

Лонжеронное крыло включает один или несколько продольных силовых элементов — лонжеронов, которые воспринимают изгибающий момент. Помимо лонжеронов, в таком крыле могут присутствовать продольные стенки. Они отличаются от лонжеронов тем, что панели обшивки с стрингерным набором крепятся к лонжеронам. Лонжероны передают нагрузку на шпангоуты фюзеляжа самолёта с помощью моментных узлов.

## Воспринимаемые силовые факторы
Основным силовым фактором, воспринимаемым лонжероном, является изгибающий момент. Кроме того, лонжероны участвуют в восприятии перерезывающей силы. Лонжероны круглого, коробчатого и др. замкнутых сечений могут воспринимать крутящий момент.

## Виды сечений
Наилучшим сечением для восприятия изгибающего момента является двутавровое сечение. Кроме двутаврового, применяются:
- Швеллер
- Z-образное сечение
- круглая труба (например, в легкомоторной авиации)
- коробчатое (прямоугольное) сечение

## Конструкция
Конструктивно лонжерон может быть выполнен монолитным или сборным.
Сборный лонжерон имеет верхний и нижний пояс и стенку. В случае коробчатого сечения стенок две. Пояса соединяются со стенкой путём клёпки, болтовых соединений, точечной электросварки или склейки (для конструкции из КМ).
Пояса работают на растяжение-сжатие от изгибающего момента. Они составляют большую часть площади сечения лонжерона.